# 生きるための情熱としての殺人
『生きるための情熱としての殺人』（いきるためのじょうねつとしてのさつじん）は、林秀彦の小説作品、及びドラマ作品である。

## 概要
ひょんなことで知り合った5人（ドラマでは4人）の女達が、大富豪の子息である会社社長をたぶらかして、その財産を手にするまでの群像劇。原作では主人公である女達はあまり仲がよいとは言えず（途中で女の1人が裏切るという事態も）、また次々と死んで行き結局は2人になってしまうのだが、ドラマではカード破産の女や夫の家庭内暴力に悩む女、そして前出の会社社長によって不当な人事異動に怒る女達が、社長の妹に似た女と手を組み、いつの間にか友情が生まれる内容になっている。

## 書誌情報
- 原作：林秀彦（創林社、1981年）
  - 原作本は既に絶版で、版元も倒産している。
- ノベライズ版：中鉢園子（講談社、2001年）

## テレビドラマ
2001年7月6日から9月21日まで毎週金曜日23:09 - 翌0:04に、テレビ朝日系の「金曜ナイトドラマ」枠で放送された。主演は釈由美子。

### キャスト
原作とドラマとでは登場人物の名前や設定などが異なっている。ここではドラマの登場人物に当てはまる原作の登場人物の設定も表記した。

#### 主要人物
四条舞衣〈21〉
演 - 釈由美子
のほほんとしながらも未来に不安を持つフリーター。3人と出会ってから安奈を真似ようとフランス語や茶道を学ぶようになる。三崎に背中を刺され下半身が動かなくなるが克服し、佑介と結婚するものの安奈の部屋に監禁されてしまう。原作では四条節子の名で、高校を中退し、レストランでアルバイトをしながら質素に暮らしていた。
階堂安奈
演 - 釈由美子（2役）
佑介の妹・隆生の幼馴染で、階堂物産会長令嬢。10年前に海難事故により溺死。しかし真相は佑介が海に突き落とした。外国語や茶道に長けた良家の令嬢だが、佑介のゆがんだ愛に苦しんでいた。

#### 階堂物産
上原美津子〈32〉
演 - とよた真帆
階堂物産のメディア事業部で働くキャリアウーマン。部長の座を狙っていたが、佑介の公私混同の人事異動によって閑職に追いやられ、彼への復讐を誓う。最終回で別会社の社長になる。原作では原 美津子。
三崎京子〈29〉
演 - 高岡早紀
元階堂物産秘書課勤務のOL。社長・佑介の秘書で愛人の一人だったがゴミのように捨てられ、階堂物産子会社社長・三崎敏郎と結婚（実際は佑介が関係清算の為、敏郎に京子を払い下げた）。結婚後も佑介への思いを断ち切れなかった京子はその事実を知り愕然。佑介への復讐を誓う。最終回で敏郎と離婚。原作では途中で裏切った後に事故死すると言う設定。
大塚由佳里〈29〉
演 - 横山めぐみ
階堂物産経理課勤務のOL。京子とは、同期入社で友人。ブランド好きで満たされない気持ちから買い物依存症となりカード破産。挙句にヤクザの車を傷つけてしまい、ヤクザからも金銭を要求されるようになる。佑介から直接の被害は受けていないが借金返済のため協力する。最終回で借金を完済。原作では大塚信子の名で、5人いる仲間のもう1人（坂口牧、歯科医師）とレズビアンの関係。
階堂茂蔵
演 - 穂積隆信
階堂物産会長で佑介と安奈の父。佑介に殺害される。原作では木村 重蔵。
石黒尚美
演 - 大竹一重
階堂物産メディア事業部。主任から部長に昇格した美津子の後輩。佑介の愛人の一人。
階堂佑介〈33〉
演 - 鈴木一真
階堂物産（原作では井桁商事）社長。女癖の悪いやり手のプレイボーイだが、実は過度のシスコンで、10年前に死んだ妹・安奈の幻影を追い続けている。安奈に瓜二つの舞衣と結婚。その後、彼女を安奈の部屋に監禁するようになる。結婚前にも舞衣を襲うなど、複数の人間の殺害を実行している。死んだと思われた杉山により転落死に見せられて青酸カリで殺害される。原作では木村 重太郎の名で容姿も不細工。
杉山隆生〈37〉
演 - 伊原剛志
階堂物産顧問弁護士で佑介の異母兄。佑介の女性トラブルの後始末役だが、心の中では安奈の影を追う佑介に対して不安を抱いていた。舞衣達の計画を阻止しようと三崎敏郎やヤクザに裏工作を依頼する狡賢い一面も。佑介に殺害されたと思われていたが、舞衣達と協力し佑介を殺害。しかし今度は舞衣達を裏切り、舞衣に罪を着せる。また由佳里を殺害しようとしたが逆に罠にはめられ逮捕される。原作では重太郎の友人。

#### その他
森山マコト〈21〉
演 - 宇野智史
舞衣のフリーター仲間で元彼。舞衣が計画に乗っていることを知り、取り戻そうとした。
小久保アミ〈21〉
演 - 佐藤康恵
舞衣のフリーター仲間で親友。のちにマコトとできちゃった結婚をすることに。
椿王子梨沙〈27〉
演 - 立河宜子
椿王子興産の令嬢で佑介のフィアンセ。フリーター。フランス語が堪能。下半身にだらしがなく男癖が悪い娼婦みたいな女。舞衣を「食用カエル」と罵った。京子や舞衣との口論の末に気絶し、通りかかった男に殺害され、そうとは知らない4人に遺体を運河に投げ捨てられる。最終回で遺体が見つかった。
三崎俊郎
演 - 布川敏和
京子の夫、会社社長。趣味は、プラモデル。茂蔵の命によって舞衣に傷を負わせる。しかし会長の命令が入ったMDを杉山に壊され、警察に逮捕される。原作では三崎 忍。
美津子の車の交通事故の相手側のドライバー（役名無し）
演 - 温水洋一
浅倉君章
演 - 石黒賢
美津子の元彼、会社を立ち上げたと言うが…。実はその会社は既に倒産しており、彼自身はパチンコ屋で働いていた。
平井克昭
演 - 和泉宗兵
警視庁捜査官、梨沙の失踪の捜査から4人に接近する。
神父
演 - 南州太郎
佑介と舞衣の結婚式の場面に登場。
林良成
演 - 高田純次
1話冒頭で舞衣をスカウトする芸能マネージャー。

### スタッフ
- 原作 - 林秀彦
- 脚本 - 林誠人（第1 - 3・5・7・8・10・11話）、田中江里夏（第4・6・9話）
一部資料[要出典]では第8話は田中江里夏の脚本との情報もある
- 音楽 - 池田大介、岩戸崇
- 演出 - 六車俊治（第1・2・5・6・9・11話）、加門幾生（第3・4・7・8・10話）
- 主題歌 - 倉木麻衣「PERFECT CRIME」（GIZA studio）
- 挿入歌 - 倉木麻衣「Can't forget your love」（GIZA studio）
- ナレーション - 岸祐二
- 助監督 - 田村浩太郎
- 企画 - 永利宣久、中嶋哲也
- 特典映像演出・構成 - ワダケンジ
- プロデューサー - 大久保なみ、吉田由二
- チーフプロデューサー - 梅澤道彦
- ラインプロデューサー - 藤原幣吉
- AP - 田中清孝
- 広報 - 曲尾有香
- 制作 - テレビ朝日、SWEET BASIL

### 放送日程
| 話数                                                           | 放送日        | サブタイトル             | 脚本       | 演出     | 視聴率 |
| -------------------------------------------------------------- | ------------- | ------------------------ | ---------- | -------- | ------ |
| 1st.Mistake                                                    | 2001年7月06日 | ダイヤの原石、見つけた。 | 林誠人     | 六車俊治 | 9.9%   |
| 2nd.Mistake                                                    | 2001年7月13日 | 計画を狂わす失敗         | 林誠人     | 六車俊治 | 8.8%   |
| 3rd.Mistake                                                    | 2001年7月27日 | 死体がない…!             | 林誠人     | 加門幾生 | 7.6%   |
| 4th.Mistake                                                    | 2001年8月03日 | 魔性の女、開眼           | 田中江里夏 | 加門幾生 | 8.3%   |
| 5th.Mistake                                                    | 2001年8月10日 | プロポーズ大作戦         | 林誠人     | 六車俊治 | 6.6%   |
| 6th.Mistake                                                    | 2001年8月17日 | 私の値段は4000万円!?     | 田中江里夏 | 六車俊治 | 7.1%   |
| 7th.Mistake                                                    | 2001年8月24日 | ヤラれちゃった!?         | 林誠人     | 加門幾生 | 7.9%   |
| 8th.Mistake                                                    | 2001年8月31日 | 車椅子の花嫁             | 林誠人     | 加門幾生 | 7.2%   |
| 9th.Mistake                                                    | 2001年9月07日 | 助けて! 私の夫は変態     | 田中江里夏 | 六車俊治 | 9.0%   |
| 10th.Mistake                                                   | 2001年9月14日 | 完全犯罪スタート         | 林誠人     | 加門幾生 | 9.1%   |
| Perfect Crime                                                  | 2001年9月21日 | 太陽がいっぱい           | 林誠人     | 六車俊治 | 8.9%   |
| 平均視聴率 8.22%（視聴率はビデオリサーチ調べ、関東地区・世帯） |               |                          |            |          |        |

| テレビ朝日系 金曜ナイトドラマ              | テレビ朝日系 金曜ナイトドラマ                         | テレビ朝日系 金曜ナイトドラマ          |
| 前番組                                     | 番組名                                                | 次番組                                 |
| ------------------------------------------ | ----------------------------------------------------- | -------------------------------------- |
| OLヴィジュアル系 （2001.4.13 - 2001.6.22） | 生きるための情熱としての殺人 （2001.7.6 - 2001.9.21） | 嫉妬の香り （2001.10.12 - 2001.12.27） |